# 540-talet f.Kr.

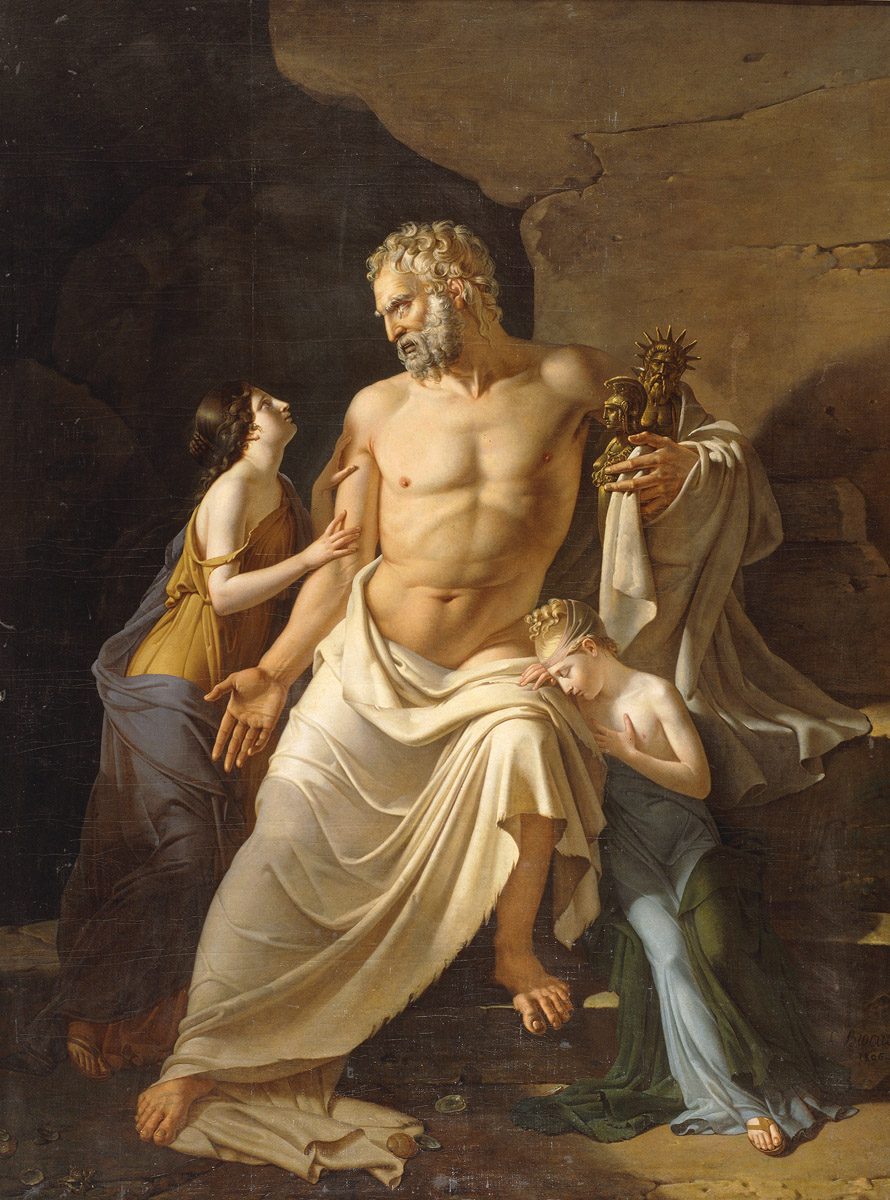
Aristide av Charles Brocas

## Händelser
- 548 f.Kr. – Apollotemplet i Delfi förstörs vid en brand.[1]
- 547 f.Kr.
  - Kung Krösus av Lydien besegras av Kyros II av Persien nära floden Halys.
  - Amyntas I blir kung av Makedonien (omkring detta år).
- 546 f.Kr. – Kyros II fullföljer sin erövring av Lydien och Lykien samt gör Pasargadae till sin nya huvudstad.[1]
- 455  f.Kr.
  - Persien erövrar Colophon och flera andra städer i Jonien.[1]
  - Anacreon lämnar sin hemstad efter persernas framfart i Jonien och bosätter sig i Abdera.[1]
  - Xenofanos lämnar sin födelsestad Colophon och blir vandrande poet och minnessångare i Grekland och Sicilien.[1]
- 544 f.Kr.
  - Folk från Teos migrerar till Abdera i Thrakien för att fly undan det persiska styret.
  - Zhou Jing Wang blir kung av den kinesiska Zhoudynastin.
- 543 f.Kr.
  - Prins Vijaya från norra Indien invaderar Ceylon och etablderar där den sinhalesiska dynastin.
  - Kungariket Magadha grundas.[1]
  - Tyrannen Peisistratos av Aten renar ön Delos (omkring detta år).
- 540 f.Kr.
  - Den grekiska staden Elea i södra Italien grundas av fokaier (omkring detta år).
  - Perserna erövrar den lykiska staden Xanthos i nuvarande södra Turkiet (omkring detta år).
  - Doriska basilikan i Paestum byggs.[2]
  - Polykratos, son till Aiakes, griper tillsammans med sin bror makten på Samos, och störtar aristokratin. Det nya styret främjar hantverk och jordbruk.[2]
  - Etruskerna grundade Felsina.[2]

## Födda
- 549 f.Kr. – Dareios I, kung av Persien.
- 548 f.Kr. – Siddhartha Gautama (Buddha)
- 545 f.Kr. – Leotychidas, kung av Sparta 491-476 f.Kr..[1]
- 540 f.Kr.
  - Gelon, diktator i Gela och Syrakusa.[2]
  - Herakleitos, filosof från Efesus.[2]

## Avlidna
- 548 f.Kr. – Konfucius far.[1]
- 547 f.Kr. – Krösus, kung av Lydien.
- 546 f.Kr. – Anaximander, grekisk filosof (omkring detta år).
- 545 f.Kr. – Zhou Líng Wang, kung av den kinesiska Zhoudynastin.
- 543 f.Kr. – Thales från Miletos, grekisk filosof.

### Fotnoter
1. 1 2 3 4 5 6 7 8  ”För 100 generationer sedan”. januari 1997-augusti 2002. http://www.werbeka.com/bibliote/500tal/550bc.htm. Läst 18 juli 2011.
2. 1 2 3 4 5  ”För 100 generationer sedan”. augusti 1996-februari 2005. http://www.werbeka.com/bibliote/500tal/540bc.htm. Läst 18 juli 2011.